# کابخابل
کابخابل (به لاتین: Kabekhabl) یک منطقهٔ مسکونی در روسیه است که در آدیغیه واقع شده‌است.